# Vasilevitjy
Vasilevitjy, eller Vasilievičy (belarusiska: Васілевічы), är en stad i Belarus.  Den ligger i voblasten Homels voblast, i den centrala delen av landet, 240 km sydost om huvudstaden Mіnsk. Vasilevitjy ligger 137 meter över havet och antalet invånare är 3 353.

## Natur
Terrängen runt Vasilevitjy är mycket platt. Trakten är glest befolkad. Det finns inga andra samhällen i närheten.